# Frank Ramsey
Pour les articles homonymes, voir Ramsey.
Pour l'article concernant le joueur de basket-ball, voir Frank Ramsey (basket-ball).
Frank Plumpton Ramsey (22 février 1903 - 19 janvier 1930) est un mathématicien, économiste et logicien britannique.
En économie, il est célèbre pour être l'auteur du modèle de Ramsey et la règle de Ramsey.

## Biographie
Ramsey naît à Cambridge où son père est alors président du Magdalene College. Sa mère, Agnès Ramsey, a étudié l'histoire à Oxford. 
Il poursuit ses études au prestigieux Winchester College, avant de revenir à l'université de Cambridge pour étudier les mathématiques au Trinity College. Il obtient son diplôme en tant que senior wrangler (premier de l'examen final de mathématiques). 
L'intelligence de Ramsey est remarquable et frappe nombre de Cambridgiens. Il avait lu beaucoup de livres dans de nombreux domaines, et s'intéressait à tout. Un jour, dans une conversation avec C. K. Ogden, il exprime son désir d'apprendre l'allemand. Ogden lui donne donc une grammaire, un dictionnaire et un traité de psychologie en lui demandant d'utiliser les deux premiers pour lui donner un avis sur le troisième. Une semaine plus tard, Ramsey n'avait pas seulement appris l'allemand, mais avait également formulé quelques objections contre les thèses soutenues dans le traité. 
Plus tard, il utilise sa connaissance de l'allemand pour lire le Tractatus logico-philosophicus de Wittgenstein, qui lui fait une profonde impression.
En 1923, il se rend en Autriche pour discuter avec Wittgenstein qui travaille alors par conviction comme instituteur dans un petit village. 
De retour en Angleterre en 1924, il devient fellow au King's College. En 1925, il épouse Lettice Baker.
Il rédige une grande quantité de travaux en logique, en mathématiques, en économie et en philosophie de ces trois disciplines. 
Souffrant de problèmes de foie chroniques, il contracte une jaunisse après une opération et meurt à l'âge de 26 ans.
Son frère Michael Ramsey est le 100e archevêque de Cantorbéry.

## Travaux
Il est notamment connu pour la théorie de Ramsey et le théorème de Ramsey. Il a contribué à la théorie de la politique fiscale internationale avec sa règle de Ramsey, selon laquelle les biens dotés de la plus faible substituabilité doivent être les plus taxés.

## Œuvres
- Universals (1925)
- Facts and Propositions (1927)
- Universals of Law and of Fact (1928)
- Knowledge (1929)
- Theories (1929)
- General Propositions and Causality (1929)

Logique, philosophie et probabilités  (trad. sous la dir. de Pascal Engel et Mathieu Marion), Vrin, 2003 (ISBN 2-7116-1619-3)